# السی مک‌کلاد
اِلسی مک‌کلاد (انگلیسی: Elsie MacLeod) بازیگر اهل ایالات متحده آمریکا بود که در دههٔ‌های ۱۹۱۰ تا اوایل دههٔ ۱۹۲۰ میلادی در سینمای آمریکا فعال بود. او بیشتر بابت بازی در فیلم‌های کمدی کوتاه استودیوهای ادیسون شناحته می‌شود.
از فیلم‌هایی که وی در آن نقش داشته‌است، می‌توان به کارمن، سی روز، آب‌درمانی، کشمکش چندجانبه، دلیران، یک بام و دو هوا نمیشه و بانگلس اشاره کرد.